# 阿容库尔
阿容库尔（法語：Ajoncourt，法語發音：[aʒɔ̃kuʁ]）是法国摩泽尔省的一个市镇，属于萨尔堡-萨兰堡区。

## 地理
阿容库尔（48°50'42"N, 6°17'22"E）面积3.5 平方千米，位于法国大東部大區摩泽尔省，该省份为法国东北部内陆省份，是洛林的一部分，西南接默尔特-摩泽尔省，东临下莱茵省，北与卢森堡和德国接壤。
与阿容库尔接壤的市镇（或旧市镇、城区）包括：阿尔赖埃和昂、舍尼库尔、塞耶河畔欧努瓦、福雪。

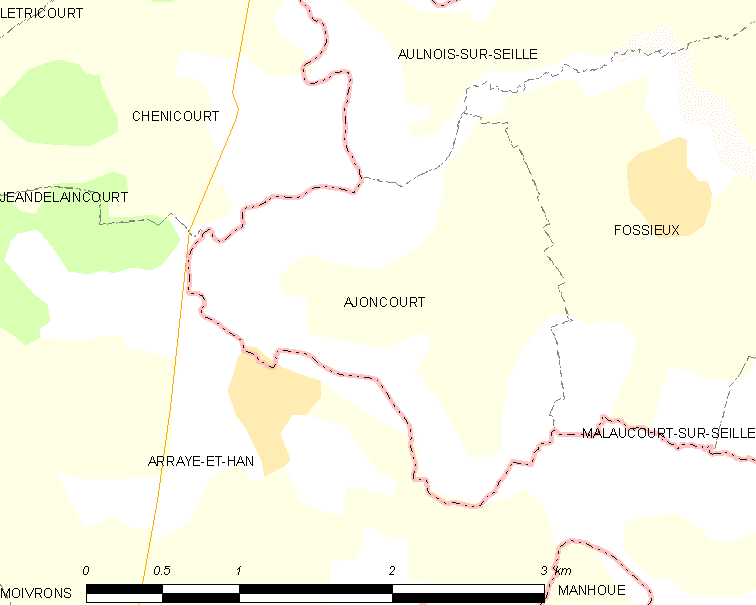
阿容库尔的OSM定位图

阿容库尔的时区为UTC+01:00、UTC+02:00（夏令时）。

## 行政
阿容库尔的邮政编码为57590，INSEE市镇编码为57009。

## 政治
阿容库尔所属的省级选区为索努瓦县。

## 人口

1962-2008年间阿容库尔人口变化图示

阿容库尔于2022年1月1日时的人口数量为102人。